# Grænalón
La Grænalón est un lac de barrage naturel d'Islande situé au sud du Vatnajökull.

## Géographie
Le lac, coincé entre deux langues glaciaires et des montagnes, est situé dans les Hautes Terres d'Islande au nord-ouest du glacier Skeiðarárjökull, une des langues méridionales de Vatnajökull. Il s'agit d'un lac latéral, le glacier empêchant l'écoulement de l'eau vers le fleuve Skeiðará et l'océan Atlantique. En raison de cette localisation particulière, le lac connaît d'importantes variations de son niveau et de sa superficie, au gré du rythme de fonte du glacier, et surtout à celui des jökulhlaups, évènements pouvant atteindre 5000 m³/s. Il a connu des épisodes de disparition complète, comme en 1935, et a atteint à d'autres périodes une superficie maximale de 18 km2.